# Ștefan I al Ungariei
Ștefan I al Ungariei (în maghiară Szent István király „sfântul rege Ștefan”; n. 975 d.Hr., Esztergom, Regatul Ungariei, Ungaria – d. 15 august 1038, Szentkirály (Esztergom)⁠(d), Regatul Ungariei, Regatul Ungariei) a fost un rege al Ungariei, considerat întemeietorul Regatului Ungariei, primul rege creștin al maghiarilor, membru al Casei Arpadiene. Este venerat ca sfânt în Biserica Romano-Catolică și în Biserica Ortodoxă.

## Viața

### Originea

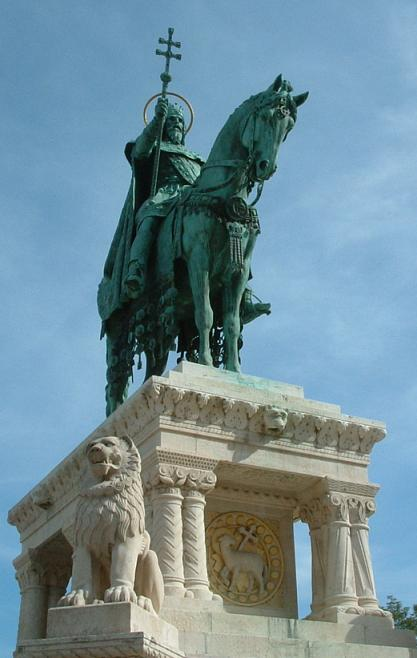
Primul Rege al Ungariei Szent István 997-1038

Ștefan s-a născut în 969 la Strigoniu, fiind fiul lui Géza, ducele Principatului Ungar din Dinastia Arpadiană. Era al patrulea  descendent al lui Árpád. Pe linie maternă era nepotul voievodului ardelean Gyula, mama sa fiind Sarolt (sau Sarolta). Potrivit cronicilor (începând cu aceea a lui Anonymus), numele mamei regelui este de origine turcică, șaroldu „jder alb”.

Conform unor surse bizantine (precum și Ἰωάννης Σκυλίτζης), Gyula a trecut la creștinism în 953, primind botezul la Constantinopol, de unde îl va aduce pe călugărul grec Ierotei (Hieroteus) pe scaunul unui episcopat bizantin, probabil la Alba Iulia.
Numele viitorului rege a fost inițial Vajk, considerat de unii istorici maghiari fiind un nume păgân turcic, iar de alții de origine slavonă.

### Tinerețea
Învățătorul tânărului Vajk a fost Adalbert, episcopul de Praga. El i-a influențat pe Géza (încă păgân) și pe Sarolt (provenită dintr-o familie creștină de rit bizantin) să treacă la catolicism, împreună cu copiii lor. Vajk a fost botezat în 994 (sau cândva între 994 și 996) de acest episcop la Esztergom, și a primit numele primului martir, Sfântul Ștefan. 
Ștefan s-a căsătorit în 995 cu Ghizela de Bavaria, sora împăratului Henric al II-lea.

### Domnia

#### Principe al Principatului Ungar
După moartea lui Géza a izbucnit un conflict între Ștefan și Koppány (ruda păgână a lui Géza) în legătură cu moștenirea funcției de conducător. Koppány s-a declarat ca fiind noul conducător al maghiarilor, conform vechilor tradiții păgâne maghiare. Până la adoptarea de către maghiari a creștinismului, succesiunea puterii se stabilea conform principiului senioratului și al leviratului, practică ce a fost înlocuită definitiv de principiul primogeniturii abia spre sfârșitul secolului al XI-lea. Corespunzător acestor tradiții, Koppány era îndreptățit, în baza senioratului, să moștenească titlurile lui Géza, iar potrivit leviratului trebuia să se căsătorească cu văduva defunctului principe, Șarolta. Géza însă, fiind creștin și dorind să-și consolideze politic principatul prin instaurarea sistemului feudal a ales să aplice principiul primogeniturii numindu-l prinț moștenitor pe primul său născut, Vajk, adică Ștefan. Din conflictul pentru moștenire Ștefan a ieșit învingător cu ajutorul tatălui Giselei și a altor principi germani. Koppány a fost ucis de către căpitanul german Veczelin, iar rămășițele lui au fost expuse la porțile cetăților din Győr, Veszprém, Strigoniu și Alba Iulia ca un gest de intimidare a păgânilor rebeli care refuzau adoptarea creștinismului și acceptarea noului sistem feudal.
După consolidarea puterii lui ca principe, Ștefan a început creștinarea țării și l-a trimis pe călugărul benedictin Asztrik la Roma cu misiunea de a obține binecuvântarea Papei, dar și coroana regală.

#### Primul rege al Ungariei
Vajk a fost încoronat ca rege pe 25 decembrie 1000 sau 1 ianuarie 1001 sub numele de Ștefan I. Conform tradiției, Papa Silvestru al II-lea i-ar fi trimis o coroană de aur cu nestemate, iar în ianuarie 1001 o scrisoare de binecuvântare, prin care îl recunoștea oficial ca rege creștin al Ungariei. „Sfânta Coroană a Ungariei”, cunoscută drept Coroana Sfântului Ștefan, este o lucrare artistică realizată ulterior, în mai multe faze, în secolele XI-XIII.

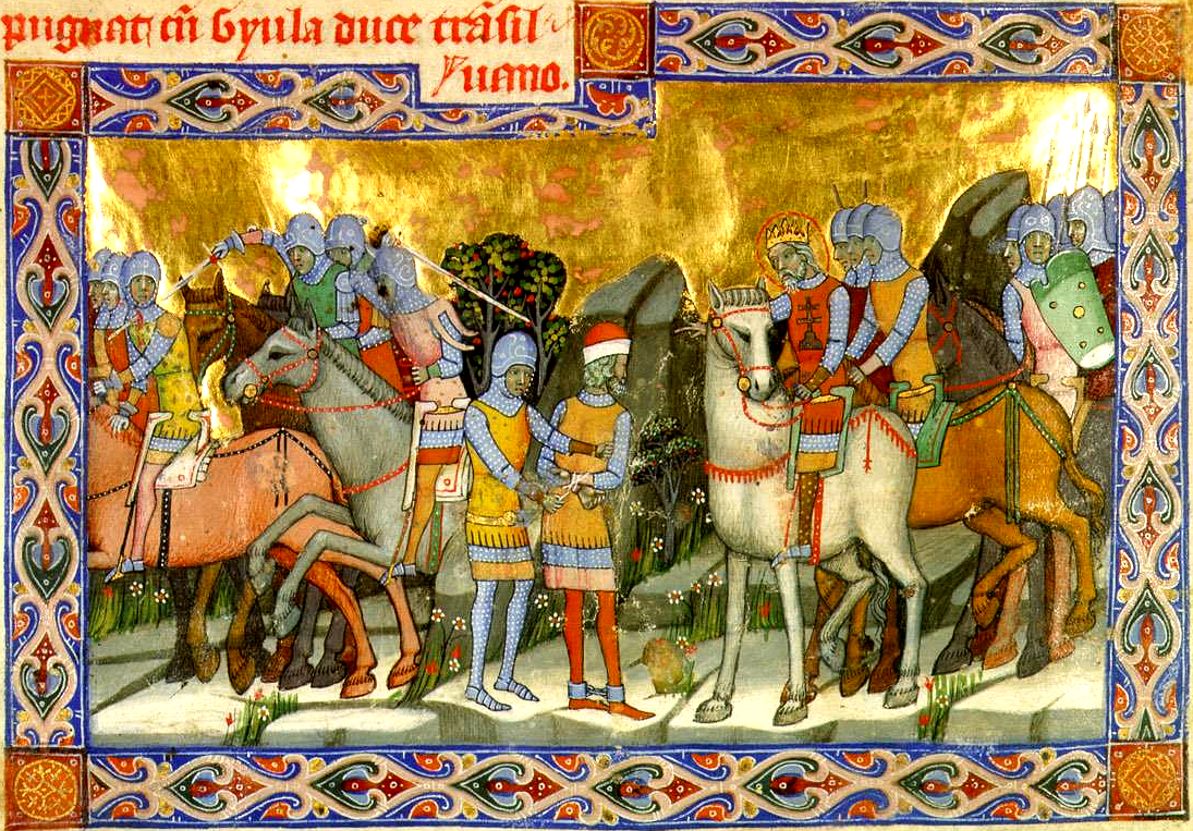
Cronica pictată de la Viena: regele Ștefan îl capturează în 1003 pe Gyula cel tânar

Între anii 997-1006 Ștefan a reușit să unească în jurul său întregul popor maghiar, nu înainte de consumarea unui violent conflict armat care a opus proaspăt unsul rege Ștefan și pe Gyula cel Tânăr (în maghiară Gyula; latinizat Julus (nu Julius)), Voievodul Transilvaniei, cu sediul la Alba Iulia (Bălgrad, în maghiară Gyulafehérvár).
Regele Ștefan a avut trei copii: doi fii, Imre (adaptat de la „Heinrich”) și Otto, precum și o fiică, Hedvig, botezați catolici cu nume în tradiție germană. Prințul moștenitor Emerich s-a accidentat la vânătoare și a murit în 1031. Petru Orseolo (Petru I) a fost desemnat, în locul lui, prinț moștenitor. La moartea sa, în 1038, Ștefan nu a mai avut urmași direcți de parte bărbătească. La preluarea tronului aspirau însă verii regelui. După nouă ani de instabilitate, în 1047, ca rege al Ungariei a fost încoronat Andrei I, menținându-se astfel linia dinastică arpadiană.

## Canonizarea
Regele Ștefan I a fost canonizat la 20 august 1083 de Papa Grigore al VII-lea ca sfânt al Bisericii Catolice, iar în anul 2000 a fost canonizat și de Biserica Ortodoxă a Constantinopolului.